# Spisula sachalinensis
Sò Hokkigai (Danh pháp khoa học: Spisula sachalinensis, tiếng Nhật Bản: Ubagai ウバガイ hay Hokkigai ホッキ貝, 北寄貝) là một loại sò biển ăn được trong họ Mactridae, nó là nguyên liệu cao cấp cho món sushi ở Nhật Bản Sò Hokkigai chỉ được khai thác khi đạt 3 năm tuổi. Sau khi đánh bắt, sò được đóng gói và bảo quản lạnh để giữ nguyên giá trị dinh dưỡng. Sau khi tách vỏ, đầu bếp làm sạch sò bằng cách dùng dao cạo sơ phần ruột và thịt, xắt mỏng rồi ăn cùng mù tạt, nước tương Nhật (teriyaki).